# Debby Applegate
Debby Applegate (Eugene, 1 de febrero de 1968) es una historiadora y biógrafa estadounidense. Es la autora del libro El hombre más famoso de América: La biografía de Henry Ward Beecher, por el que ganó el Premio Pulitzer de 2007 en la categoría "biografía o autobiografía".

## Biografía
Nacida en Eugene, Oregón, Applegate asistió al Amherst College como estudiante universitaria. De allí nació su interés en el famoso exalumno de la institución Henry Ward Beecher, un ministro abolicionista del siglo XIX que más tarde fue objeto de un escándalo sexual muy publicitado. Hizo de Beecher el tema de su tesis en Estudios Americanos en Yale, donde recibió un doctorado. Después de varios años más de investigación, Applegate publicó la biografía El hombre más famoso de América, elogiada por los críticos y galardonada con el Premio Pulitzer. Ha anunciado que su segundo libro será una biografía de la dueña del burdel de la ciudad de Nueva York, Polly Adler. El título del libro será Madam: The Notorious Life and Times of Polly Adler.
Applegate ha enseñado en Yale, en la Universidad Wesleyana y en el Marymount Manhattan College. Sus contribuciones han aparecido en Journal of American History y The New York Times. Fue además uno de los miembros fundadores de la Organización Internacional de Biógrafos (BIO), y fue su presidenta interina inicial en 2009. En la actualidad, es la presidenta del Comité Asesor de la BIO.
Está casada con Bruce Tulgan, un escritor. Viven en New Haven, Connecticut.